# Neuhof (Seehausen)
Neuhof ist ein Wohnplatz im Ortsteil Schönberg der Hansestadt Seehausen (Altmark) im Landkreis Stendal in Sachsen-Anhalt.

## Geographie
Neuhof, auch Neuhof am Damm genannt, ist ein Wohnplatz 2½ Kilometer östlich von Seehausen (Altmark) an der Kreisstraße K 1019.
Nachbarorte sind Nienfelde im Nordwesten, Klein Holzhausen im Nordosten, Herzfelde im Osten, Blockhof im Südosten, Wischerhof und Schallun im Süden.

## Geschichte

### 16. bis 18. Jahrhundert
Vor dem Jahre 1564 hatten sich auf dem Newen hoeffe vor Seehausen auf der wüsten Feldmark Neuendorf die Salzwedel zu Seehausen angebaut, wie aus dem Ehevertrag von Christopher Salzwedel mit Margaretha v. Gohre hervorgeht.:221 Weitere Nennungen sind 1775 Neuhoff am Damm und 1804 Neuhof am Steindamm, ein Freihof unweit von Herzfelde. Durch den Ort führte anfangs ein Knüppeldamm, später ein Steindamm von Seehausen zur Elbeanlegstelle in Unterkamps. Der Schwager der Salzwedels Schwarzholz wurde 1573 als Besitzer des Afterlehnguts ausgewiesen. Weitere Besitzer waren um 1695 die Familie Sitas, bis 1728 David Rayer, von 1728 bis 1752 die von Voß, 1752 der Rittmeister von Hauß und von 1776 bis 1786 der Arzt und Physikus Schultze. Auf dem Gut wurden im Jahre 1770 im Baumgarten 27 Birn-, 30 Apfel, 86 Kirsch- 150 Pflaumenbäume gezählt.:190 Im Brandenburgischen Landeshauptarchiv sind Hofübergabeverträge von Neuhof überliefert, so dass noch heute die Verhältnisse über mehrere Jahrhunderte bekannt sind. Ein Rittersitz erschien erstmals im Jahr 1775, ebenso ein Büdner und Einwohner. Es gab eine Feuerstelle (=Haushalt) in einem Einfamilienhaus. Nach den Schultzes übernahm 1784 der Freisasse Huth das adelige Gut, in dem es ausweislich einer Statistik von 1789 offenbar an Platz mangelte. Es bestand 1798 aus zwei freien Ritterhufen, auf denen 2 Wispel 12 Scheffel Weizen, 8 Scheffel Roggen, 1 Wispel 12 Scheffel Gerste, 1 Wispel 12 Scheffel Hafer und 20 Scheffel Hülsenfrüchte ausgesät wurden. Im Gut gab es weiterhin zwölf Pferde, einen Ochsen, neun Kühe, drei Stück Jungvieh, 36 Schafe, 19 Hammel und Güstevieh sowie 26 Schweine.

### 19. Jahrhundert
Im Jahr 1801 wurde von einem Freihof unweit Herzfelde berichtet, dass eine Ritterhufe groß war und in dem eine Feuerstelle betrieben wurde. Im Jahr 1818 gab es ein Wohnhaus auf 130 Morgen. Der Ackerhof kam 1840 nach Klein Holzhausen. Es wurde dort als Freisassengut mit einem Haus, 128 Scheffel Acker 2. Klasse sowie 4 Fuder Wiesen 2. Klasse und einem Scheffel Gärten geführt. Das Freigut wurde in Klein Holzhausen ab 1871 als Wohnplatz geführt. Im Jahr 1895 standen im Dorf drei Wohnhäuser.

### 20. Jahrhundert
Nach der Jahrhundertwende wechselten die Besitzer in schneller Reihenfolge. Überliefert sind von 1904 bis 1905 die Familie Baethke, von 1905 bis 1910 ein Landwirt Schmidt aus Neuruppin, von 1910 bis 1918 ein Herr Lange und von 1918 bis 1919 der Kaufmann Stern. Anschließend übernahm bis 1920 der Bankdirektor Hasper aus Göttingen das Dorf und verkaufte es an den Rittergutbesitzer Hosse in Falkenberg, der es nach nur einem Jahr an den Rittergutspächter Liesmann verkaufte. Von dort gelangte es noch im gleichen Jahr bis nach 1923 an den Landwirt Wertheim, der es an einen Herrn Dieckmann verkaufte. Bei der Bodenreform wurde 1945 das Freigut Neuhof mit 113 Hektar landwirtschaftlicher Nutzfläche enteignet und aufgeteilt. Letzter Besitzer war Dieckmann.
Neuhof wurde 1950 mit Schönberg vereinigt und war ab 1957 dort ein Wohnplatz, ab 1985 ein Ortsteil. Im Jahr 2008 erfolgte die Abstufung zum 2008 Wohnplatz von Schönberg, das 2010 mit Schönberg nach Seehausen eingemeindet wurde.

### Einwohnerentwicklung
| Jahr | Einwohner |
| ---- | --------- |
| 1775 | 10        |
| 1789 | 12        |
| 1798 | 13        |
| 1801 | 14        |
| 1818 | 10        |

| Jahr | Einwohner |
| ---- | --------- |
| 1840 | 14        |
| 1871 | 29        |
| 1885 | 29        |
| 1895 | 21        |
| 1905 | 09        |

Quelle:

## Religion
Die evangelischen Christen aus Neuhof am Damm gehörten früher zur Kirchengemeinde Schönberg und damit zur Pfarrei Schönberg bei Seehausen in der Altmark. Die evangelische Kirchengemeinde Schönberg wurde 2005 mit der Kirchengemeinde Falkenberg zum Kirchspiel Schönberg-Falkenberg zusammengeschlossen. Sie wird betreut vom Pfarrbereich Seehausen des Kirchenkreises Stendal im Bischofssprengel Magdeburg der Evangelischen Kirche in Mitteldeutschland.